# 貝倫縣

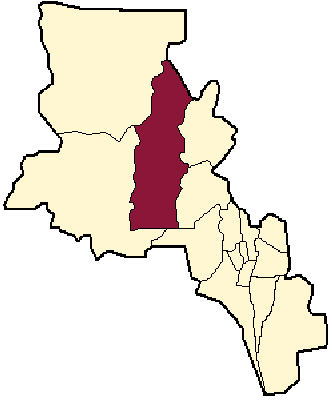

27°39′S 67°02′W / 27.650°S 67.033°W
貝倫縣（西班牙語：Departamento Belén），是阿根廷的縣份，位於該國東北部卡塔馬卡省，首府設於貝倫，面積12,945平方公里，主要經濟活動是農業，2010年人口27,843，人口密度每平方公里2.15人。